# James Scarlett, 1. Baron Abinger

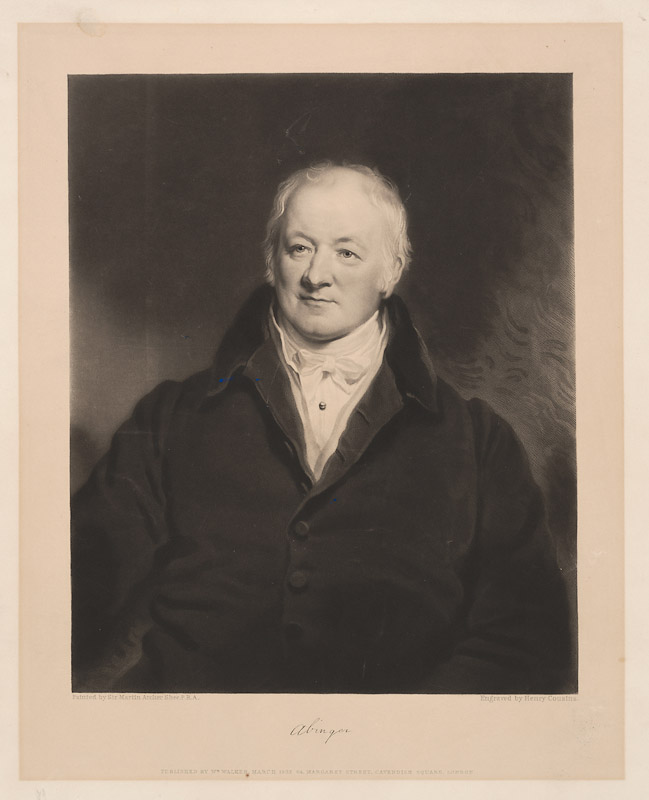
James Scarlett, 1. Baron Abinger (1837)

James Scarlett, 1. Baron Abinger, PC, KC (* 13. Dezember 1769 in Paradise Estate, Jamaika; † 7. April 1844) war ein britischer Politiker, der zwischen 1819 und 1835 Mitglied des Unterhauses (House of Commons), von 1827 bis 1828 und erneut zwischen 1829 und 1830 Generalstaatsanwalt (Attorney General) war sowie zwischen 1834 und seinem Tode 1844 das Amt des Lord Chief Baron of the Exchequer bekleidete. 1835 wurde er als Baron Abinger in den erblichen Adelsstand erhoben und gehörte dadurch bis zu seinem Tode 1844 dem Oberhaus (House of Lords) als Mitglied an.

## Leben
Scarlett, dessen Eltern Robert Scarlett and Elizabeth Anglin als Siedler in Jamaika lebten, begann 1784 ein Studium am Trinity College der University of Cambridge, das er 1790 mit einem Bachelor of Arts (B.A.) beendete. 1791 erhielt er seine anwaltliche Zulassung als Barrister bei der Anwaltskammer (Inns of Court) von Middle Temple. Ein postgraduales Studium am Trinity College schloss er 1794 mit einem Master of Arts (M.A.) ab. Aufgrund seiner anwaltlichen Verdienste wurde er 1816 zum Kronanwalt (King’s Counsel) ernannt.
Am 10. Februar 1819 wurde Scarlett erstmals Mitglied des Unterhauses und vertrat dort zunächst bis zum 9. August 1830 den Wahlkreis Peterborough. Als Nachfolger von Charles Wetherell wurde er am 27. April 1827 erstmals Generalstaatsanwalt (Attorney-General for England and Wales) und bekleidete dieses Amt bis zum 19. Februar 1828, woraufhin Wetherell ihn wiederum ablöste. Am 30. April 1827 wurde er zum Knight Bachelor (Kt) geschlagen und führte fortan den Namenszusatz „Sir“. Am 29. Juni 1829 löste er Wetherell wieder als Generalstaatsanwalt ab und übte das Amt nunmehr bis zum 19. November 1830, ehe er am 24. November 1830 von Thomas Denman abgelöst wurde. Am 3. April 1830 wurde er Mitglied des Unterhauses, in dem er bis zum 6. April 1831 den Wahlkreis Malton, anschließend zwischen dem 30. April 1831 und dem 12. Dezember 1832 den Wahlkreis Cockermouth sowie zuletzt vom 10. Dezember 1832 bis zum 6. Januar 1835 den Wahlkreis Norwich vertrat.
Am 24. Dezember 1834 wurde Scarlett Nachfolger von John Copley, 1. Baron Lyndhurst als Lord Chief Baron of the Exchequer und war damit bei Abwesenheit des First Lord of the Treasury und des Schatzkanzlers (Chancellor of the Exchequer) Vorsitzender des für Steuersachen zuständigen Court of Exchequer. Diesen Posten hatte er bis zu seinem Tode 1844 inne, woraufhin Frederick Pollock sein Nachfolger wurde. 1834 wurde er zudem Mitglied des Geheimen Kronrates (Privy Council). Am 12. Januar 1835 wurde er als Baron Abinger, of Abinger in the County of Surrey and of the City of Norwich, in den erblichen Adelsstand der Peerage of the United Kingdom erhoben und gehörte dadurch bis zu seinem Tode 1844 dem Oberhaus als Mitglied an. 1835 verlieh ihm die University of Cambridge einen Ehrendoktortitel der Rechtswissenschaften (Honorary Doctor of Law). Bei einer Sitzung des Court of Exchequer in Bury St. Edmunds erlitt er am 2. April 1844 einen Schlaganfall, an dessen Folgen er fünf Tage später verstarb. Nach seinem Tode wurde er am 14. April 1844 in Abinger in Surrey beigesetzt und hinterließ ein Vermögen von 18.000 Pfund Sterling.
Scarlett war zweimal verheiratet. In erster Ehe heiratete er am 22. August 1792 in der St. Marylebone Church Louise Henrietta Campbell. Aus dieser Ehe gingen drei Söhne und drei Töchter hervor. Nach seinem Tode erbte sein ältester Sohn Robert Campbell Scarlett den Titel als 2. Baron Abinger. Seine älteste Tochter Mary Elizabeth Scarlett war mit John Campbell, 1. Baron Campbell verheiratet, der 1841 Lordkanzler von Irland sowie zwischen 1859 und 1861 Lordkanzler von Großbritannien war, und die 1841 als 1. Baroness Stratheden selbst in den erblichen Adelsstand erhoben wurde. Seine zweite Tochter Louise Lawrence Scarlett war mit Oberstleutnant Sir Edmund Currey verheiratet. Sein zweiter Sohn Sir James Yorke Scarlett war zwischen 1837 und 1841 ebenfalls Mitglied des Unterhauses und als Brigadegeneral zuletzt von 1860 bis 1865 Oberkommandierender des Aldershot Command. Seine jüngste Tochter war Caroline Scarlett. Sein jüngster Sohn war der Diplomat Peter Campbell Scarlett, der unter anderem Gesandter in Brasilien, der Toskana, Griechenland und Mexiko war.